# C'est ça qu'on aime vivre avec
Albums de Gilles Servat
Ailes et îles
(2011)
C'est ça qu'on aime vivre avec est le vingtième album studio de Gilles Servat, paru le 2 novembre 2013 chez Coop Breizh.

## Présentation des chansons
L’album est composé de 13 chansons dont 4 reprises :
- Désertion, déjà enregistrée sur l’album L'Hirondelle,
- Chanson pour François Quénéchou, déjà enregistrée sur l’album La Liberté brille dans la nuit,
- La Forêt sur la rade, déjà enregistrée sur l’album Les Albums de la Jeunesse, avec deux couplets supplémentaires ajoutés lors de Les Tonnerres de Brest 2012,
- Les Prolétaires, déjà enregistrée sur l’album La Blanche Hermine, mais actualisée dans les deux derniers couplets.

Black is the Color est une chanson traditionnelle écossaise. Gouleier en noz et Tad er martelod  sont chantées en breton.

## Titres de l'album
1. C'est ça qu'on aime vivre avec (Gilles  Servat) - 3:32
2. Quand je reverrai ma belle (Gilles  Servat) - 3:18
3. Sans d’mander la permission (Gilles  Servat) - 2:29
4. Désertion (Gilles  Servat) - 3:24
5. Gouleier en noz (Gilles  Servat) - 2:26
6. Loin des neiges de la Néméti (Gilles  Servat) - 3:00
7. La Forêt sur la rade (Gilles  Servat) - 2:34
8. En 62 quand elle est née ( Gilles  Servat) - 5:05
9. Black is the Color - 3:52
10. Chanson pour François Quénéchou (Gilles  Servat) - 5:16
11. Les Prolétaires (Gilles  Servat) - 4:04
12. Peuple des dunes (Brigitte Grésy/Gilles  Servat) - 6:09
13. Tad er martelod  - 5:02

## Musiciens
- Gille Servat : chant
- Patrick Audouin : guitares
- Jacky Bouilliol : claviers, accordéon
- David Rusaouenn : batterie
- Jacquy Thomas : basse
- Bleuenn Servat : chant
- Maëlann Hervé : Bombarde
- Servane Le Dran : Bombarde
- Loic Le Cotillec : Bombarde
- Henri Girou : chœurs dans "La Forêt sur la rade"